# Special Olympics Eswatini
Special Olympics Eswatini (englisch: Special Olympics Eswatini) ist der eswatinische Verband von Special Olympics International, der weltweit größten Sportbewegung für Menschen mit geistiger Beeinträchtigung und Mehrfachbeeinträchtigung. Ziel ist die sportliche Förderung dieser Personengruppe und die Sensibilisierung der Gesellschaft für sie. Außerdem betreut der Verband die eswatinischen Athletinnen und Athleten bei den Special Olympics Wettbewerben.

## Geschichte
Special Olympics Eswatini wurde 1999 mit Sitz in Mbabane gegründet und 2001 akkreditiert.

## Aktivitäten
2016 waren 8.818 Athletinnen, Athleten und Unified Partner sowie 756 Trainer bei Special Olympics Eswatini registriert.
Der Verband nahm 2018 an den Programmen Athlete Leadership, Young Athletes und Family Support Network teil, die von Special Olympics International ins Leben gerufen worden waren.

### Sportarten
Folgende Sportarten wurden 2018 vom Verband angeboten:
- Fußball (Special Olympics)
- Leichtathletik (Special Olympics)

### Teilnahme an Weltspielen vor 2020 (Auswahl)
(Quellen: )
- 2007 Special Olympics World Summer Games, Shanghai, China (6 Athletinnen und Athleten)
- 2011 Special Olympics World Summer Games, Athen (6 Athletinnen und Athleten)
- 2015 Special Olympics World Summer Games, Los Angeles, USA (4 Athletinnen und Athleten)
- 2019 Special Olympics, World Summer Games, Abu Dhabi (6 Athletinnen und Athleten)[2]

### Teilnahme an den Special Olympics World Summer Games 2023 in Berlin
Special Olympics Eswatini nahm an den Special Olympics World Summer Games 2023 teil. Die Delegation wurde vor den Spielen im Rahmen des Host Town Program von Ludwigshafen am Rhein betreut und bestand aus sechs Personen, der Leichtathletin Neliswa Mkhabela, dem Leichtathleten Muhammed Shogon, einer Trainerin, einem Trainer und Begleitpersonal. Das Team gewann bei diesen Weltspielen eine Bronzemedaille.